# 韋恩·魯迪治
韋恩·尼維利·安東尼·魯迪治(Wayne Neville Anthony Routledge，1985年1月7日—)，英格蘭職業足球員，司職左翼，現時為自由身，他亦能客串右路位置。曾多次代表英格蘭各支青年隊。